# Lontano dal tuo sole
Lontano dal tuo sole è un singolo del cantante italiano Neffa, pubblicato il 22 maggio 2009 come primo estratto dal sesto album in studio Sognando contromano.

## Descrizione
Lontano dal tuo sole è un pezzo pop-melodico in Uptempo, influenzato da un tono contemporary R&B e hip hop, scritto dal cantante in collaborazione con Paolo Emilio Albano, prodotto dallo stesso cantante. Il cantante ha commentato la traccia:
Il brano ha riscosso un grande successo radiofonico nell'estate 2009.

## Video musicale
Il video, diretto dal regista Fabio Jansen, ed è entrato a far parte della programmazione dei canali tematici a partire dal 30 giugno 2009. Il video mostra i frammenti di una storia non in ordine cronologico, quindi dando un quadro completo della storia solo alla fine. La polizia arresta un giovane dopo aver rinvenuto nella sua borsa la refurtiva di una rapina ad un gioielliere. Soltanto grazie all'intervento di un testimone (interpretato da Neffa), che ha visto che in realtà la refurtiva è stata messa nella borsa del giovane dal vero rapinatore in fuga, il ragazzo verrà scarcerato e potrà tornare a riabbracciare la sua amata. Il video è stato girato a Milano.

## Tracce
1. Lontano dal tuo sole – 3:46

## Formazione
- Neffa – voce
- Paolo Emilio Albano – chitarra acustica, chitarra elettrica
- Paolo Muscovi – batteria

## Successo commerciale
Il brano ha esordito nella Top20 dei singoli più scaricati in Italia il 30 luglio 2009 alla #14 posizione, per poi determinare il suo picco al numero #10 qualche settimana dopo. La canzone è il quinto singolo del cantante napoletano ad entrare nella Top10 italiana

## Classifiche
| Classifica (2009) | Posizione massima |
| ----------------- | ----------------- |
| Italia            | 10                |

## Una direzione giusta
Il 26 luglio 2021 il rapper italiano Thasup annuncia l'uscita di una cover del brano, in collaborazione con Neffa stesso. Due giorni più tardi, viene rivelato che il titolo del brano sarebbe stato Una direzione giusta. Il brano, pubblicato il 30 luglio, ha raggiunto la vetta delle tendenze di YouTube a poche ore dalla sua pubblicazione ed è stato successivamente certificato disco di platino.